# Radola Gajda
Radola Gajda,  llamado en realidad Rudolf Geidl (Kotor, 14 de febrero de 1892-Praga, 15 de abril de 1948), fue un militar y político fascista checo.

## Biografía

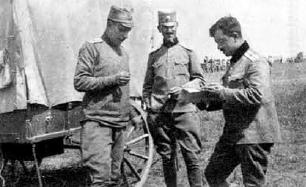
Gajda, a la izquierda (1916).

Nació el 14 de febrero de 1892 en Kotor, Imperio austrohúngaro. Gajda, participante en la Primera Guerra Mundial y desertor, se unió a la Legión Checoslovaca al servicio de Alexander Kolchak en Siberia, donde realizó acciones militares que le reportaron «éxito y notoriedad», convirtiéndose en uno de los comandantes de la legión. Se marchó de Rusia y llegó a Checoslovaquia en 1920 aunque fue enviado a Francia a una academia militar para posteriormente ser destinado al distrito de Košice hasta 1924, cuando fue trasladado a Praga. Profundamente anticomunista, tras ser expulsado del ejército en 1926 por su choque con Tomáš Masaryk, se convirtió en 1927 en el líder de la «Comunidad Fascista Nacional» (Národní obec fašistická). Fue arrestado tras el fracaso de la intentona de golpe de Estado militar de enero de 1933; declararía luego no tener nada que ver con la instigación de este. Gajda, que durante la ocupación de Checoslovaquia por el III Reich intentó infructuosamente colaborar con los nazis, falleció el 15 de abril de 1948 en Praga.